# شهرداری در ایران

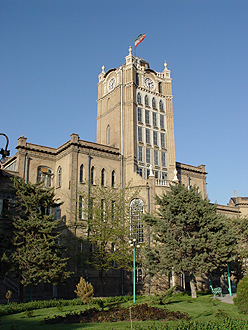
ساختمان تاریخی شهرداری تبریز

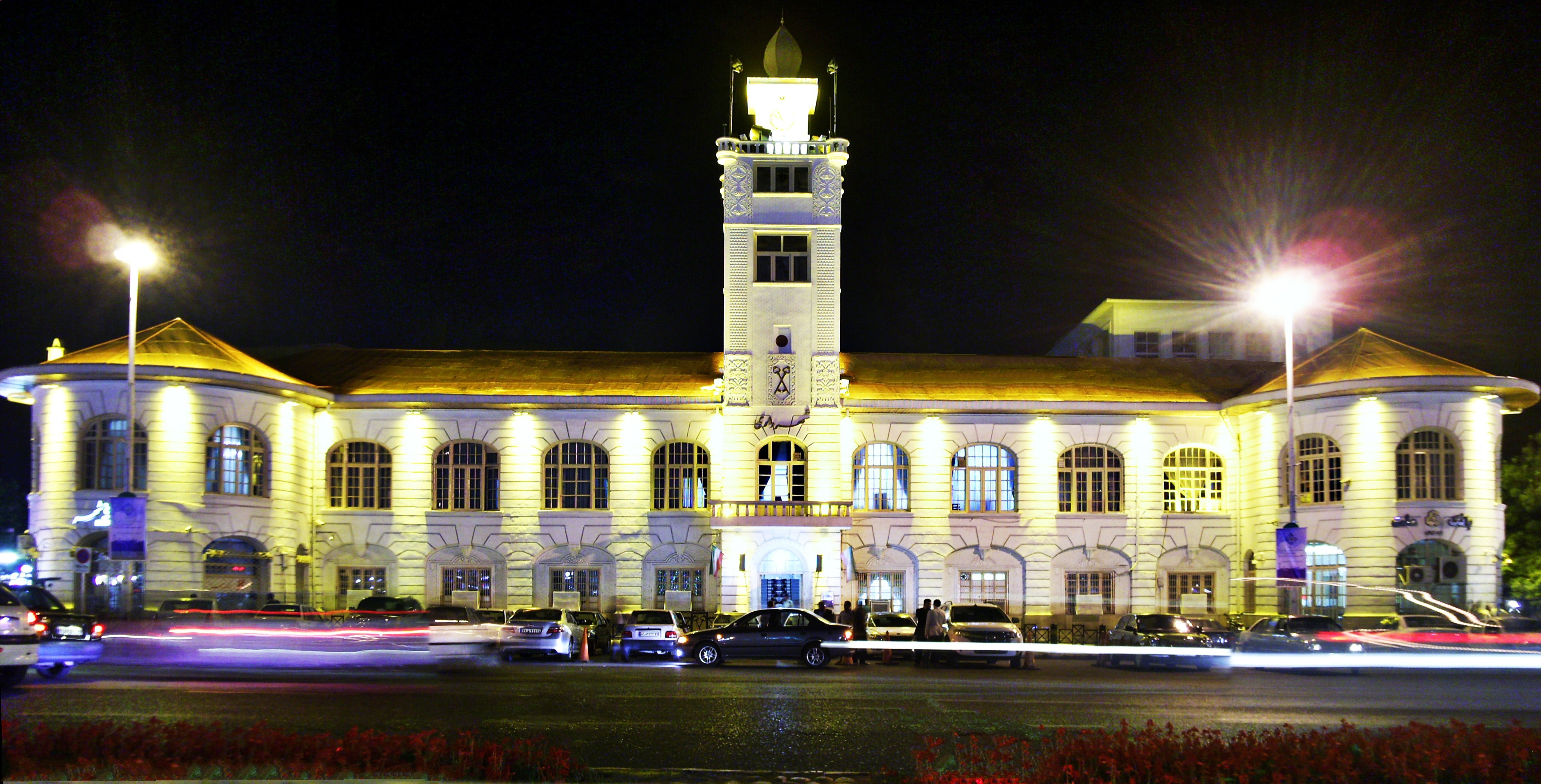
ساختمان تاریخی شهرداری رشت

شهرداری در ایران یک نهاد اجرایی محلی است. وظیفه این سازمان، مدیریت شهر است که شامل پاکیزه نگهداشتن، حمل زباله‌های شهری، صدور مجوزهای ساخت و ساز، دریافت عوارض است. در شهرداری‌ها کمیسیون‌های مختلفی از جمله کمیسیون ماده صد و کمیسیون ماده ۷۷ وجود دارد که تلاش می‌کنند تا قوانین شهرداری طبق آیین‌نامه‌ها پیش رود.

## پیشینه شهرداری در ایران
در گذشته، شهرداری‌ها در ایران بلدیه خوانده می‌شدند. ناصرالدین شاه در سال ۱۳۰۰ قمری به دنبال اصلاح امور داخلی، تصمیم گرفت بلدیه را در تهران تأسیس کند اما موفق نشد. در سال ۱۲۸۳ ه‍. ش، قانون بلدیه در مجلس شورای ملی تصویب شد.
پس از پیروزی مشروطه نمایندگان مجلس اول در صدد تدوین زمینه‌هایی برای بهداشت شهرها برآمدند، که منجر به تدین اولین قانون شهرداری‌ها تحت عنوان «قانون بلدیه» در ۱۹ خرداد ۱۲۸۶ شمسی شد. تا آغاز سلطنت پهلوی اول و قبل از سال ۱۳۰۴ مجموعاً شانزده شهرداری در شهرهای ایران تأسیس شد. و بعد از آن به تدریج همه شهرهای ایران دارای شهرداری شدند.

## حقوق شهروندی
شوراهای شهر و شهرداری‌ها در کشور ایران در صدر شکایات مردمی قرار دارند و بخش‌های زیادی از شکایات در دیوان عدالت اداری در کشور ایران مربوط به شهرداری‌ها و شوراهای اسلامی شهرها است.
در ایران شهرداری‌ها تمایل و گرایش زیادی برای ایفای اقتدار خود در حوزه‌های مختلف دارند ولی در بسیاری از موارد اقدامات آن‌ها با حقوق ملت در تعارض هستند.
شهرداری به‌عنوان یک مؤسسهٔ عمومی غیردولتی، از اقتدارات وسیعی در تملک اراضی برخوردار است. احترام و قداستی که اصل تسلیط در حقوق اسلامی دارد و در کشورهای غربی از آن تحت عنوان مالکیت خصوصی یاد شده است، غالباً در مقابل قدرت نهادهای مدیریت شهری در ایران تاب تحمل ندارد.

## مشارکت مردم
به‌گفته سعید معیدفر جامعه‌شناس در شهرهای ایران نهادهایی مانند شوراهای محله بیشتر نقش تزئینی دارند و نه واقعی. محلات به واقع محله نیستند دور یک سری پلاک خط کشیده‌اند و اسمش را گذاشته‌اند محله و یک اسمی هم برای آن تعیین کرده‌اند اما محله‌ها هویت محلی ندارند. هویت محلی زمانی واقعی است که آدم‌های آن محله به هم پیوند بخورند و در مسائل محله مشارکت فعال داشته باشند.
در حالی که در شهری مثل تهران، افراد زمانی که از خانه‌هایشان بیرون می‌آیند با محیط اطراف حس غریبگی دارند و هیچ تعلق خاطری به آن ندارند.
مدیریت شهری در ایران تمایل دارد مردم نسبت به محیط اطرافشان بی‌تفاوت باشند زیرا آسان‌تر می‌تواند آنچه می‌خواهد را انجام دهد بدون آنکه اعتراضی به برنامه و کارهایی انجام می‌دهد بشود.
به گفته معیدفر برای کاهش حس غریبگی باید مشارکت مردم را افزایش داد و به دنبال نظم اجتماعی پایدار بود.

## شهرسازی
نظام مدیریت شهری در ایران نتوانسته تأمین‌کننده منافع درازمدت شهروندان باشد. رژیم قدرت برای عملکرد مدیریت شهری در ایران نه قدرت قانون بلکه قدرت سوداگری می‌باشد؛ که موجب می‌شود مدیران تاجر مسلک شهری با یکدیگر داد و ستد کرده و حقوق مردم به فراموشی بسپارند. در ایران شهرداری تجارت پایه وجود دارد که در آن مقررات و ضوابط قابل خرید و فروش هستند.
مدیریت شهری در ایران تبدیل به فاجعه شده است. کلانشهرها از محل فروش ارزش‌ها و ظرفیت‌های زیست‌محیطی و ظرفیت‌هایی که باید حفاظت شوند اداره می‌شوند. این روند شیرازه شهرها را از بین برده و اجازه نمی‌دهد بدنه تخصصی در شهرها شکل پیدا کند. این مختص شهر تهران نبوده از تهران شروع و به کل کلانشهرهای کشور و حتی شهرهای کوچک سرایت نموده است.
از ویژگی‌های مدیریت در حوزه‌های تخصصی شهرداری این بوده است که همواره در آن افراد غیر متخصص دارای مسئولیت بوده‌اند. اساساً این افراد متوجه نبوده‌اند یا دانش کافی نداشته‌اند که بدانند مدیریت شهر به این صورت مصلحت نبوده و قابل ادامه دادن نیست.
پروژه‌های میلیاردی که از آن‌ها به عنوان «دستاوردهای شهرداری» یاد می‌شود شهرهای ایران را تبدیل به آرمانشهرهای معکوس و مدینه فاسده نموده که خودروها در آن فرمانروایی می‌کنند.
با وجود شعارها و نقشه‌هایی که فقط روی کاغذ وجود خارجی دارند، تهران و دیگر کلان‌شهرهای ایران در ایجاد ارتباط بین فضاهای شهری برای شهروند پیاده کاملاً ناموفق بوده‌اند.

## استفاده از خشونت
معمولاً از خشونت برای مبارزه با دستفروشان استفاده می‌شود. برخورد مأموران سد معبر شهرداری با دستفروشان در شهرهای ایران باعث حادثه‌های مختلف شده است. شهرداری‌ها در ایران با کارگران و دستفروشانی که موجب سد معبر می‌شوند مبارزه می‌کنند و اعمال خشونت در بعضی موارد موجب قتل دستفروشان شده است. در یکی از جنجالی‌ترین آنها، مرداد ماه سال ۱۳۹۳ در تهران، علی چراغی که همراه پسر نوجوان خود در منطقه تهران پارس، در درگیری با مأموران سد معبر کشته شد.
مأمورین مبارزه با سد معبر معمولاً از بین افراد قلچماق انتخاب می‌شوند که اکثراً به باتوم، پنجه بوکس و گازاشک‌آور و خشونت مجهز هستند.

## فساد در شهرداریهای ایران
فساد در شهرداری تاریخچه‌ای طولانی دارد و سابقه آن به قبل از سال ۱۳۷۰ بر می‌گردد. مردم ایران شهرداری‌ها را جزء «فاسدترین» نهادها در ایران می‌دانند. یکی از اصلی‌ترین علل نارضایتی مردم از شهرداری فساد اداری و مالی حاکم بر این سازمان و زیرمجموعه‌های آن است. تخلفات شهرداری موضوعی نیست که فقط موجب اجحاف بر عده‌ای از شهروندان تهرانی شود؛ تسری رویه‌های خلاف از شهرداری تهران به سایر شهرها و استان‌ها، یکی از عوامل گسترش فساد و نابسامانی‌های اجتماعی و کاهش اعتماد مردم نسبت به رژیم ایران تلقی می‌شود. شهرداری‌ها بعضاً می‌کوشند با توزیع رانت، نفوذ اقتصادی و سیاسی خود را گسترش دهند و شبکه‌ای از وفاداران و حامیان بسازند و محدودهٔ خودی‌ها را تا حد ممکن گسترش دهند. یکی از نمونه‌های رانت دهی شهرداری مسئله معروف به «املاک نجومی» بود که توسط فردی بنام یاشار سلطانی رسانه‌ای شد. برخی دیگر از سایر مصادیق فساد در شهرداری شامل تغییر کاربری، افزایش تراکم، پرداخت‌ها و قراردادهای پیمانکاری بدون طی روال قانونی می‌باشند. در ساختار اداری شهرداری برای انجام سریع امور دو مسیر وجود دارد: «داشتن رابطه یا پرداخت رشوه.» رحمت‌الله حافظی معتقد است شهرداری دارای لابیهایی است که به وسیلهٔ آن‌ها می‌تواند تحقیق و تفحص از خود در مراجع قانونی را مدیریت کند. علی صابری عضو حقوقدان شورای شهر تهران ریشه کن کردن مبانی فساد را غیرممکن توصیف می‌کند
در بوروکراسی فاسد اداری حاکم در شهرداری تهران به‌وضوح یک مکانیسم پمپاژ پول از طبقات پایینی و متوسط جامعه به طبقات الیت اقتصادی وجود دارد.
برخی از پروژه‌هایی که اجرایی می‌شوند بیش از آنکه مسائل شهری را حل کند «مسائل» پیمان‌کاران طرف قرارداد با مدیریت شهری را حل می‌کنند. پس‌اندازهایی که شهروندان در قالب مالیات و عوارض به یعنی شهروندان هزینه می‌کنند برای رساندن سود به یک سلسله پیمانکار طرف قرارداد با شهرداری به مصرف می‌رسد. مجموعه سیاست‌های شهری در ایران، همواره برندگان و بازندگانی داشته است. یک برنده بزرگ سیاست‌ها برخی از پیمانکاران طرف قرارداد شهرداری بوده‌اند. دومین برنده مهم این سیاست‌ها افرادی هستند که از وضعیت زمین‌های مرغوب اطلاع داشتند و به سبب ارتباط با بوروکراسی شهری و دسترسی به اطلاعات درونی از سیاست‌های ساخت و ساز شهری می‌دانستند که چه زمینی را در چه مقطعی بخرند تا این زمین رشد قیمت آتی داشته باشد یعنی از اطلاعات درونی بهره‌مند بودند. یعنی یک منطق طبقاتی بر سیاست‌های شهرداری تهران و شهرداری سایر کلان‌شهرهای ایران حاکم بوده است. علاوه بر پیمانکارانی که از این سیاست‌ها سود بردند به‌طور مشخص یک طبقه بورژوازی مستغلات را شکل داده شد که آن‌ها از این منطق طبقاتی بیشترین سود را برده‌اند.
فساد و فرسودگی اداری در شهرداری تهران پدیده‌ای ساختاری است که مدیران فاسد، ناکارآمد و شلختهٔ جمهوری اسلامی در طول سی و هشت سال عملکرد خود آن را در دل سازمان بر جای نهاده‌اند. در این فرایند تغییر مدیران شهرداری راه به جایی نخواهد برد.